# Parafia Świętej Trójcy w Konarach
Parafia pw. Świętej Trójcy w Konarach – parafia rzymskokatolicka, należąca do dekanatu wareckiego, archidiecezji warszawskiej, metropolii warszawskiej Kościoła katolickiego. Siedziba parafii mieści się w Konarach. Obsługiwana przez księży archidiecezjalnych. 

## Historia
Parafia została erygowana prawdopodobnie w 1381. Po II wojnie światowej proboszczem parafii w Konarach był ks. Stanisław Owczarek. 

### Kościół parafialny
Obecny kościół parafialny został wybudowany w 1957 według projektu arch. Czesława Duchnowskiego, konsekrowany przez kardynała Stefana Wyszyńskiego w 1966.